# 熊本県立人吉高等学校
熊本県立人吉高等学校（くまもとけんりつ ひとよし こうとうがっこう）は、熊本県人吉市北泉田町にある県立高等学校。通称は「人高（じんこう）」。

## 概要
人吉・球磨地区の高等学校の一つ。毎年、熊本大学や鹿児島大学など約120名近くの国公立大学合格者を出し、平成14、19年には東京大学に現役で合格者を出しているほか、平成30年には国内最難関とされる東京大学理科Ⅲ類に合格者を出している。最近においても、一地方の進学校ながら大阪大学、神戸大学はじめとする旧帝大にも毎年10名ほどの現役合格者を輩出している。また、部活動も盛んで、平成17年度の県高校総体でカヌー部が優勝。また、陸上部が個人の部で熊本県代表としてインターハイに出場経験がある。特に山岳部は熊本県三連覇を果たし、県内随一の強さを誇っている。

## 沿革
熊本県立人吉中学校
- 1924年 - 熊本県立人吉中学校創立。

熊本県立人吉高等女学校
- 1916年 - 球磨郡立実科女学校（修学年限2ヶ年）創立
- 1918年 - 組織を変更し球磨郡立実科高等女学校（修業年限4ヶ年）と改称
- 1923年 - 熊本県立人吉高等女学校と改称

熊本県立人吉高等学校
- 1948年 - 学制改革により、人吉中学校と人吉高等女学校を統合し、熊本県立人吉高等学校（全日制・普通科）発足。5月には定時制課程創設
- 1951年 - 女子寄宿舎廃止
- 1962年 - 商業科創設
- 1967年 - 創立40周年記念「人高四十年史」発行
- 1970年 - 4階建校舎（教室棟）竣工移転
- 1972年 - 4階建校舎（管理・特別教室棟）竣工移転
- 同年     - 五木分校（普通科）創設
- 1973年 - 寄宿舎「凛然寮」竣工
- 同年     - 校舎改築落成並びに創立50周年記念式典挙行
- 1980年 - 文部省（現文部科学省）より格技研究指定校に指定される
- 1983年 - 創立60周年記念式典挙行
- 1988年 - セミナーハウス「秀峰館」竣工
- 1993年 - 創立70周年記念式典挙行
- 同年     - 第二体育館竣工
- 1995年 - 普通科に英語コースが設置
- 1996年 - 校史「秀峰」創刊
- 同年     - 創立記念「澪行」（鍛錬遠足）第1回を実施
- 2003年 - 創立80周年記念式典挙行
- 同年     - 最後の英語コース39名が卒業。「人吉高校八十年史」発行
- 2011年 - 第一体育館改築
- 2013年 - 創立90周年式典挙行
- 2014年 - 人吉高校同窓会グラウンド竣工

## 設置学科
- 全日制課程 普通科
- 定時制課程 普通科（普通類型、看護類型）

## 校歌
作詞：北村英明、作曲：三善晃
歌詞は、校歌のページを参照。

## 著名な卒業生
- 金子恭之（衆議院議員、元総務大臣）
- 松村祥史（参議院議員、内閣府特命担当大臣）
- 松岡隼人（人吉市長）
- 高見圭司（革命的労働者党建設をめざす解放派全国協議会最高指導者）
- 橋本英二（日本製鉄代表取締役社長、日本鉄鋼連盟会長）
- とり・みき（漫画家）
- 冨岡美希（abn長野朝日放送報道記者、元アナウンサー）
- 内村光良（お笑い芸人）
- 内村宏幸（放送作家、内村光良はいとこ）
- 高村公平（ローカルタレント）
- 恒松正敏（ミュージシャン、画家）
- 塚原哲平（歌手）
- 竹口昭憲（元プロ野球選手）
- 岩崎芳美（競艇選手）
- 武井弘一（日本史学者）
- 吐合大祐（政治学者）
- 中原丈雄（俳優）

## 最寄り駅
- くま川鉄道 相良藩願成寺駅